# La famiglia Hogan
La famiglia Hogan (The Hogan Family o Valerie) è una serie televisiva statunitense in 110 episodi trasmessi per la prima volta nel corso di 6 stagioni dal 1986 al 1991.

## Trama

### Premessa
La serie era originariamente intitolata Valerie e interpretata nella prima e nella seconda stagione da Valerie Harper nel ruolo di Valerie Hogan, una madre che cerca di destreggiarsi tra la sua carriera e i suoi tre figli con il marito, un pilota di linea, che raramente si vede a casa. Harper lasciò poi la serie dopo la seconda stagione a causa di una disputa con i produttori. Sandy Duncan si unì al cast nel ruolo della zia dei bambini che si trasferisce a casa loro e fa le veci della madre. Durante la terza stagione la serie era conosciuta come Valerie's Family: The Hogans; dalla quarta in poi fu conosciuta come The Hogan Family.

### Prima stagione
Per le prime due stagioni le storie ruotano intorno a Valerie Hogan, madre della famiglia Hogan che vive a Oak Park, in Illinois, un sobborgo di Chicago. Valerie lotta con i problemi familiari di tutti i giorni, mentre il marito Michael (Josh Taylor), un pilota di linea, si vede raramente a casa a causa del lavoro impegnativo. I suoi figli sono il sedicenne David (Jason Bateman), e i dodicenni gemelli Willie (Danny Ponce) e Mark (Jeremy Licht). Valerie conduce una vita caotica a causa degli irresponsabili David e  Willie e di Mark che, nonostante i suoi record nei voti a scuola, si ribella in molte occasioni. Valerie è una donna in carriera, acquirente di una casa d'aste. La sua migliore amica è Barbara Goodwin (Christine Ebersole). Il cane di famiglia, Murray, muore in un episodio nella prima stagione.

### Seconda stagione
Nella seconda stagione, Harper e il produttore e fidanzato Tony Cacciotti aumentano il loro controllo creativo della serie, innestando nei plot degli episodi uno humour più tagliente e realistico. Barbara non è più un personaggio in evidenza, e il ruolo di amico di famiglia viene preso dalla vicina della porta accanto Annie Steck (Judith Kahan), anche lei una donna di famiglia con una figlia adolescente, Rebecca (interpretata in un episodio da Paula Hoffman). L'altra vicina di casa, la ficcanaso Patty Poole (Edie McClurg), comincia a comparire di tanto in tanto, così come Rich  (Tom Hodges), amico di David. Valerie cambia lavoro divenendo artista grafica freelance, in modo da avere più flessibilità per stare a casa con i bambini. Come la maggior parte delle sitcom americane negli anni 80, la serie a volte si occupa di questioni morali, ma non in maniera pesante. 
Entro la fine della stagione 1986-1987, con indici di ascolto ancora solidi, la Miller-Boyett Productions decide di dare più spazio ai membri del cast giovani, in particolare al personaggio di David, rubacuori delle teenager, e decide di spostare il target della serie orientandolo maggiormente verso le famiglie. Valerie Harper, in disaccordo con questa decisione, lascia la serie e il suo personaggio muore in un incidente stradale. La Harper portò la NBC e la Lorimar in tribunale per violazione del contratto. Il suo caso contro la NBC fu respinto, ma alla fine dell'estate del 1988 la Harper vinse la causa contro la Lorimar e  ricevette 1,4 milioni di dollari di risarcimento. 

### Terza stagione
La linea temporale della terza stagione inizia sei mesi dopo la morte di Valerie.  A prendere il posto della Harper è Sandy, sorella di Michael, che decide di aiutare la famiglia. Dopo la morte della moglie, Michael è a casa più spesso. La signora Poole si trasferisce nel quartiere e diviene un personaggio regolare. Suo marito, il gioviale Peter, appare invece molto di meno. Un altro dei compagni di David, il goffo Burt Weems (Steve Witting) si unisce in questa stagione al cast comparendo con una frequenza simile a quella di Rich.

### Quarta stagione
Nella quarta stagione, David va alla Northwestern University, e la sua vita universitaria e le sue scappatelle con Rich e Burt diventano il soggetto di molti episodi. I gemelli ottengono un lavoro dopo la scuola in un fast food. I due guardano a Sandy come amica e alleata, piuttosto che come una figura materna. L'ex-marito di Sandy, Richard, fa un paio di apparizioni. 

### Quinta stagione
All'apertura della quinta stagione, gli Hogan e i Poole, insieme a Burt e Rich, fanno una gita a Parigi. Qui, David incontra una donna e se ne innamora; la donna è, a sua insaputa, una principessa. Quando vedono i due in giro per la città, gli agenti del governo credono che la principessa sia stata rapita, e prendono di mira David. Questo viaggio a Parigi è anche il motivo dell'abbandono della serie del personaggio di Rich, che resta in Europa e riapparirà solo dopo diverso tempo, in una puntata shock.
Nel corso di questa stagione, Mark inizia a frequentare una ragazza di nome Cara (Josie Bissett), mentre Willie trova un interesse amoroso in uno spirito libero, Brenda (Angela Lee). Sandy si vede promossa vice preside a scuola. 

### Sesta stagione
Nel 1990 la serie, in declino, fu acquista dalla CBS. All'inizio della sesta e ultima stagione John Hillerman si unisce al cast nel ruolo del padre di Sandy e Michael, Lloyd. Cara e Brenda diventano personaggi regolari e i gemelli perdono il loro lavoro al fast food ottenendo nuovi posti di lavoro in un negozio di scarpe nel centro commerciale locale. Nell'episodio del 1º dicembre 1990, Best of Friends, Worst of Times, Tom Hodges riprende il ruolo di Rich dopo oltre un anno di assenza dallo show e si scopre che, dopo la sua permanenza in Europa, è rimasto affetto dall'AIDS. 
A dicembre del 1990 la serie, per i bassi indici di ascolto, fu interrotta. Riprese solo a luglio del 1991 quando furono trasmessi gli episodi rimanenti.

## Personaggi
- David Hogan (110 episodi, 1986-1991), interpretato da	Jason Bateman.
- Willie Hogan (110 episodi, 1986-1991), interpretato da	Luis Daniel Ponce.
- Mark Hogan (109 episodi, 1986-1991), interpretato da	Jeremy Licht.
- Michael Hogan (101 episodi, 1986-1991), interpretato da	Josh Taylor.
- Mrs. Patty Poole (88 episodi, 1986-1991), interpretata da	Edie McClurg.
- Sandy Hogan (78 episodi, 1987-1991), interpretata da	Sandy Duncan.
- Burt (48 episodi, 1987-1991), interpretato da	Steve Witting.
- Valerie Hogan (32 episodi, 1986-1987), interpretata da	Valerie Harper.
- Rich (30 episodi, 1986-1990), interpretato da	Tom Hodges.
- Lloyd Hogan (13 episodi, 1990-1991), interpretato da	John Hillerman.
- Annie Steck (11 episodi, 1986-1987), interpretata da	Judith Kahan.
- Cara (11 episodi, 1990-1991), interpretata da	Josie Bissett.
- Brenda Walker (7 episodi, 1990-1991), interpretata da	Angela Lee.
- Barbara Goodwin (6 episodi, 1986), interpretata da	Christine Ebersole.
- Steve Traeger (6 episodi, 1988-1989), interpretato da	Andre Gower.
- Al (5 episodi, 1987-1989), interpretato da	Will Jeffries.
- Peter Poole (5 episodi, 1987-1989), interpretato da	Willard Scott.
- Tracy Nash (5 episodi, 1987-1988), interpretata da	Kellie Martin.
- Ted (5 episodi, 1988-1990), interpretato da	Don Bovingloh.
- Skip Franklin (4 episodi, 1986-1990), interpretato da	Gerald Gordon.
- Mrs. McGregor (4 episodi, 1987-1988), interpretata da	Kathryn Fuller.
- Richard (4 episodi, 1988-1990), interpretato da	Steve Vinovich.
- Frank (4 episodi, 1988-1989), interpretato da	Arnold F. Turner.
- Mr. Brooks (4 episodi, 1989-1990), interpretato da	Peter Isacksen.
- Annie Derrick (4 episodi, 1990), interpretata da	Lisa Rinna.

## Produzione
La serie fu prodotta da Lorimar Telepictures, Lorimar Television, Miller/Boyett Productions e Tal Productions e girata a Pasadena, Culver City e Los Angeles in California.

### Registi
Tra i registi della serie sono accreditati:
- Howard Storm (28 episodi, 1986-1989)
- Richard Correll (21 episodi, 1987-1990)
- Peter Baldwin (20 episodi, 1986-1990)
- Asaad Kelada (5 episodi, 1986)
- Kent Bateman (4 episodi, 1988-1991)
- Gerren Keith (4 episodi, 1990-1991)
- Stewart Lyons (4 episodi, 1990)
- Judy Pioli (3 episodi, 1987-1990)
- Jason Bateman (3 episodi, 1989-1990)
- Jack Shea (3 episodi, 1990-1991)
- Jeff Chambers (2 episodi, 1986)
- Ellen Falcon (2 episodi, 1986)
- Steve Zuckerman (2 episodi, 1988)
- James O'Keefe (2 episodi, 1989-1990)
- Lee Shallat Chemel (2 episodi, 1989)

## Distribuzione
La serie fu trasmessa negli Stati Uniti dal 1986 al 1990 sulla NBC e dal 1990 al 1991 sulla CBS. 
In Italia è stata trasmessa con il titolo La famiglia Hogan.
Alcune delle uscite internazionali sono state:
- negli Stati Uniti (The Hogan Family o Valerie o Valerie's Family)
- in Brasile (A Família Hogan)
- in Spagna (La familia Hogan)
- in Italia (La famiglia Hogan)

## Episodi
| Stagione         | Episodi | Prima TV USA | Prima TV Italia |
| ---------------- | ------- | ------------ | --------------- |
| Prima stagione   | 10      | 1986         |                 |
| Seconda stagione | 22      | 1986-1987    |                 |
| Terza stagione   | 21      | 1987-1988    |                 |
| Quarta stagione  | 21      | 1988-1989    |                 |
| Quinta stagione  | 23      | 1989-1990    |                 |
| Sesta stagione   | 13      | 1990-1991    |                 |